# Gertrude Ross Marks
Gertrude Ross Marks, geboren als Gertrude S. Rosenberg (* 15. April 1916  in Chicago, Illinois, USA; † 7. Juni 1994 in Westwood, Kalifornien, USA) war eine US-amerikanische Theater- und Filmproduzentin.

## Leben und Wirken
Gertrude Ross Marks wurde 1916 als Tochter von Hyman Leon Rosenberg und Bertha Rosenberg, geb. Shorr, in Chicago geboren, wo sie und ihre beiden Geschwister zunächst aufwuchsen. Später zog sie nach Los Angeles und studierte dort an der UCLA Theaterwissenschaften. Mit 23 Jahren wurde sie Geschäftsführerin der Hollywood Theater Alliance, die eine politische Revue mit dem Titel Meet the People produzierte. Das Stück war ein Erfolg, lief zunächst ein Jahr in Los Angeles sowie von Dezember 1940 bis Mai 1941 am Broadway. Danach produzierte Marks eine weitere Revue für Hollywood Playhouse.
1941 heiratete sie den ebenfalls aus Chicago stammenden Anwalt Gerson Marks (1911–1993). Er führte eine Praxis in Beverly Hills und vertrat Persönlichkeiten der Unterhaltungsbranche wie Lenny Bruce und Norman Panama. Aus der Ehe gingen zwei Söhne hervor.
Ende der 1950er Jahre gründete Gertrude Ross Marks ein Filmproduktionsunternehmen. Sie produzierte Herbert Klines und Edmund Penneys Dokumentarfilm Walls of Fire (1971), an dessen Drehbuch ihr jüngerer Bruder Arthur A. Ross beteiligt war. Der Film porträtierte wichtige Vertreter des Muralismo wie David Alfaro Siqueiros, José Clemente Orozco und Diego Rivera. Gertrude Ross Marks wurde für diese Produktion mit einer Oscar-Nominierung ausgezeichnet. Außerdem gewann der Film 1973 einen Golden Globe Award in der Kategorie Bester Dokumentarfilm.
Marks starb mit 78 Jahren in Westwood an einem Herzinfarkt. Sie wurde auf dem Hollywood Forever Cemetery beigesetzt.

## Auszeichnungen
- 1974: Oscar-Nominierung in der Kategorie „Bester Dokumentarfilm“ für Walls of Fire